# M1941 존슨 경기관총

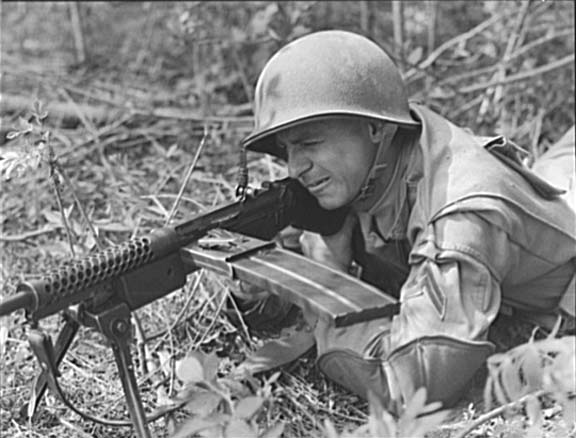

M1941 존슨 경기관총(M1941 Johnson machine gun)은 제2차 세계 대전 당시 미국 해병대가 썼던 경기관총이다. 20발 탄창을 사용하고 내구성도 좋아 고장도 잘 안났었지만 탄창이 옆으로 달려있어 연사를 할 때 총이 불균형했다. 1945년까지 생산됐으며 대부분 태평양 전쟁에서 활약했다.

## 같이 보기
- 42호 강하엽병소총
- M60 기관총
- MG 30